# Religie op Bornholm
Het grootste kerkgenootschap op Bornholm is de Evangelisch-Lutherse Kerk. Dit is tevens de Staatskerk of zoals de Denen dat noemen Folkekirken (Volkskerk). Bijna elk dorp op het eiland Bornholm heeft wel een kerk. Er zijn grote verschillen in bouwstijl. Er zijn ronde kerken, kerken die deel uitmaken van een verdedigingswerk, kerken die oorspronkelijk als kapel werden gebouwd, enzovoorts. Het christendom werd rond 1150 geïntroduceerd, waarbij het Bisdom het slot Hammershus als bestuurscentrum werd gebruikt. Vandaar dat vele van deze kerken rond 1150 of daarna zijn gebouwd.

## Geschiedenis van deEvangelisch-Lutherse kerk
| Kerk | Plaatje | Kerk | Plaatje |
| --- | ------- | --- | ------- |
| Aakirkeby De Åkirke werd in 1149 gebouwd en fungeerde in de middeleeuwen als domkerk. De kansel en het altaar zijn in renaissancestijl. De doopvont werd door Sigraf uit Gotland uit zandsteen vervaardigd. Voor zover bekend is dit de enige kerk in Denemarken met runenschrift. De kerk heeft twee torens. |         | Allinge De kerk van Allinge werd in ongeveer 1500 als kapel gebouwd en in 1896 uitgebouwd. Noemenswaardig zijn het Busch-orgel uit 1894 en de kansel uit ca. 1650. De kerk behoort tot de parochie van Allinge-Sandvig.                                                                                           |         |
| Bodilsker Deze kerk werd opgedragen aan Sint-Bothulf. Het is niet bekend wanneer hij gebouwd is, maar de kansel dateert uit 1600. In 1911 werd het noordelijke schip aangebouwd. De kerk bezit twee doopvonten, een van graniet en een oudere van kalksteen die waarschijnlijk op Gotland (Zweden) vervaardigd is. |         | Christiansø De kerk op het noordoostelijk gelegen eilandje Christiansø werd in eerste instantie in 1821 in gebruik genomen in de toenmalige smederij van het eiland. In 1852 werd deze tot een kerk verbouwd. De kerk werd in 1928 en in 2008 gerenoveerd.                                                        |         |
| Gudhjem De neoromaanse kerk van Gudhjem ("Godshuis") werd in 1893 gebouwd, vlak naast de Sint-Annakapel uit 13e eeuw. Het altaarstuk stamt uit 1475. De kerk heeft een Mariabeeld waarop haar doodsbed is afgebeeld. |         | Hasle In Hasle werd omstreeks 1460 een kapel gebouwd. Deze werd later tot een kerk in gotische stijl verbouwd. Een altaarstuk van 1510 is rijk versierd met houtgesneden afbeeldingen. Drie van deze zijn goed bewaard gebleven. De kansel dateert van ca. 1600.                                                  |         |
| Ibsker Deze romaanse kerk van eind 12e eeuw werd aan Sint-Jacob opgedragen. Het noordelijke dwarsschip dateert uit 1867 en later werd hier ook een wapenhuis bij aangebouwd. De kansel in renaissancestijl bevat vier keramische tegels uit 1964 waarop de vier evangelisten staan afgebeeld. De toren werd ook als opslagplaats gebruikt. |         | Klemensker In 1882 werd de oude middeleeuwse kerk van Klemensker, die aan Sint-Clemens gewijd was, vervangen door een nieuwe in gehouwen graniet. Deze werd in 1960 gerenoveerd. Van de oude kerk is niets bewaard gebleven.                                                                                      |         |
| Knudsker Deze kerk stamt waarschijnlijk uit 1150. Het altaarstuk en de kansel dateren uit het jaar 1600 en werden in 1760 voor het eerst beschilderd. Het is de kleinste kerk van Bornholm. |         | Nexø Deze laatgotische kerk werd opgedragen aan Sint-Nicolaas, de beschermheilige der zeevaarders. De toren dateert uit de renaissance en de kapel uit de 18e eeuw. De kerk werd in 1985 volledig gerestaureerd.                                                                                                  |         |
| Nyker De kleinste ronde kerk van Bornholm staat in Nyker ("Nieuwkerk"). Deze is in romaanse stijl ingericht en bevat kalkschilderingen uit meerdere periodes. De kansel dateert uit 1610. |         | Nylars Ook dit is een ronde kerk in romaanse stijl. De kalkschilderingen dateren uit 1250 en het glas-in-loodraam beeldt de opstanding van Christus uit. |         |
| Olsker Deze ronde kerk stamt uit 1150. Hij is grotendeels in graniet gebouwd en tevens als verdedigingsvesting ingericht. In 1950 werd een keramisch altaar gebouwd. De klokkentoren staat geheel los van de kerk. |         | Østerlars De ronde kerk van Østerlars werd ca. 1150 gebouwd en is opgedragen aan Sint-Laurentius. Het is de oudste ronde kerk van Bornholm. Er zijn kalkschilderingen uit ca. 1350 gevonden en een grafsteen uit 1370 die uit kalksteen van Gotland vervaardigd is. Verder zijn er drie runenstenen uit ca. 1050. |         |
| Østermarie De Kruiskerk werd in 1891 gebouwd van graniet uit de plaatselijke granietgroeve. Net als Vestermarie verving deze kerk de oude Maria-kerk. Østermarie behield echter de kansel, de doopvont en het grafschrift over de vrijheidsstrijder Jens Pedersen Kofoed. In het zuidelijke gedeelte van de kerk bevindt zich een Madonnabeeld uit de 16e eeuw.                                                                                                |         | Pedersker De kerk van Pedersker ("Petruskerk") is in 1150 in romaanse stijl gebouwd. Hij bevat een koorboog, een kroonluchter en een afbeelding van Sint-Petrus uit 1839. |         |
| Poulsker Deze kerk in romaanse stijl dateert uit ca. 1250. De kerk heeft geen toren. Hij is recent gerestaureerd. Hierbij heeft men de voorzijde van het altaar blootgelegd, waarbij versieringen van het altaar werden ontdekt. Daarnaast bevat de kerk ook kalkschilderingen. |         | Rø De kerk in laatromaanse stijl werd gebouwd in 1888 en is een getrouwe kopie en opvolger van de kerk die rond 1200 werd gebouwd. Sommige fragmenten van die oude kerk zijn verwerkt in de nieuwe. Het altaar en de kansel dateren van 1600.                                                                     |         |
| Rønne (Gemeentehuis) Deze kerk aan de haven werd gebouwd in 1275 en is net als die van Nexø opgedragen aan de beschermheilige Sint-Nicolaas. In de 16e eeuw werd deze kerk met een toren en een dwarsschip uitgebreid. De kansel dateert van 1917 en de doopvont stamt uit 1350. In 1954 werd een glas-in-loodraam aangebracht dat De Zaaier uit Jezus' gelijkenis afbeeldt. De gehele vloer is van zuiver graniet en een altaartafel werd in 1991 toegevoegd. |         | Rutsker De in romaanse stijl gebouwde kerk van Rutsker dateert van rond 1200. Hij heeft een klokkentoren op de kerkdijk. In de koorboog hangt een lamp van Hammershus. Vrijheidsstrijder Povl Anker was priester hier. De veerboot Povl Anker is naar hem vernoemd.                                               |         |
| Svaneke Deze kerk dateert uit ca. 1350 en werd in eerste instantie als kapel gebruikt. De torenspits werd in 1789 toegevoegd. De kansel is in barokstijl en stamt van 1683. |         | Tejn Dit is de jongste kerk van Bornholm. Hij werd in 1940 in gebruik genomen. De doopvont bestaat uit granietblokken van het eiland. |         |
| Vestermarie De kerk werd in 1885 in neoromaanse stijl gebouwd en verving de oude Maria-kerk. Het altaarstuk toont Jezus in Getsemane en stamt net als de kansel uit 1885. De kapel werd reeds in 1825 in gebruik genomen. Op het kerkhof zijn runenstenen uit de 12e eeuw gevonden, en werd in 1982 een kruis van graniet geplaatst met de woorden: Het Leven, De Dood, De Opstanding en De Eeuwigheid.                                                        |         | De klokkentoren van Østerlars staat los van de kerk. |         |

## Ruïnes
- Anna-kapel in Gudhjem. Deze kapel dateert uit begin 13e eeuw en is gewijd aan de Heilige Anna (Jezus' grootmoeder).
- Kerk van Hammershus. De kerk van het slot Hammershus was gewijd aan de Heilige Margareta. Werd voor het eerst genoemd in 1334, maar verlaten rond 1750. Een deel van de inventaris ging naar de kerk van Allinge.
- Salomons-kapel (ook Hammerknuden genoemd). Deze kapel op de noordwestelijke punt van het eiland dateert uit ca. 1325. Waarschijnlijk werd deze ca. 300 jaar gebruikt. Hierna verviel hij tot een ruïne.
- De Oude Kerk of Maria-kerk van Østermarie. Deze werd in de 13e eeuw uit graniet gebouwd. Een tweelingengewelf werd door twee zuilen gedragen. Het gehele dak werd in steen gebouwd waar alleen de buitenzijde met planken werd bekleed. Deze werd vervangen door twee kerken.

## Andere religieuze organisaties

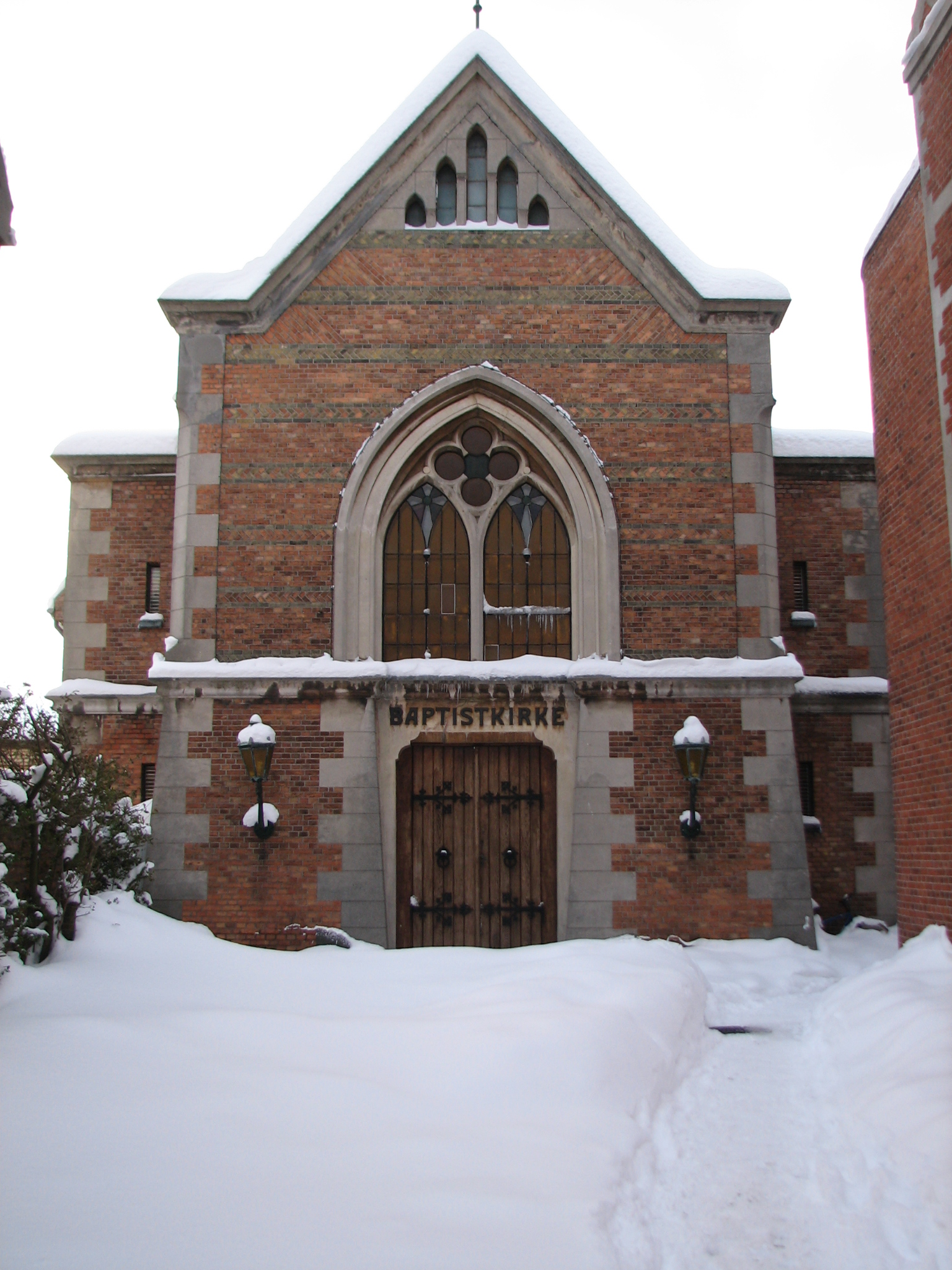
Baptistenkerk in Rønne op Bornholm.

Naast de Evangelisch-Lutherse volkskerk zijn er op Bornholm nog andere religies of kerkgenootschappen vertegenwoordigd:
(in chronologische volgorde):
- Baptistengemeente (1848)
- Kerk van Jezus Christus van de Heiligen der Laatste Dagen (Mormonen) (1850)
- Inwendige Zending (1866)
- Evangelisch-Lutherse Kerk (1892) (begon eerst als Evangeliets fremme in 1868),
- Zevendedagsadventisten (1892)
- Leger des Heils (1893)
- Methodisten gemeente (1895)
- Jehova's getuigen (1897)
- Katholieke Kerk (begin 1900) (vermoedelijk 1903)
- Pinksterbeweging (1920)
- Baha'i (na 1949)
- Zenboeddhisten (2007)

Aaker (kerk) · Allinge-Sandvig (kerk) · Bodilsker (kerk) · Christiansø (kerk) · Gudhjem (kerk) · Hasle (kerk) · Ibsker (kerk) · Klemensker (kerk) · Knudsker (kerk) · Nexø (kerk) · Nyker (kerk) · Nylarsker (kerk) · Olsker (olskerkerk en Tejnkerk) · Østerlarsker (kerk) · Østermarie (kerk) · Pedersker (kerk) · Poulsker (kerk) · Rø (kerk) · Rønne (kerk) · Rutsker (kerk) · Svaneke (kerk) · Vestermarie (kerk)